# لوگابیروم
لوگابیروم (به آلمانی: Logabirum) یک منطقهٔ مسکونی در آلمان است که در لر، نیدرزاکسن واقع شده‌است.